# Hersilia (Tachinidae)
Hersilia là một loài ruồi trong họ Tachinidae.

## Các loài
- Hersilia cinerea
- Hersilia floralis
- Hersilia silvatica